# 陈新权
陈新权（1954年8月—），山西代县人。1970年12月参加工作。北京大学哲学系马克思主义哲学史专业毕业。
1991年，担任中共中政法委员会研究室综合处处长，后任乔石秘书。1998年，任中共中央金融工作委员会宣传部部长。2003年，任国有重点金融机构监事会主席。2005年，任中国保险监督管理委员会纪委书记。2012年11月14日，当选中国共产党第十八届中央纪律检查委员会委员。2016年1月，任中央纪委驻保监会纪检组组长。